# Anadenobolus dugesi
Anadenobolus dugesi är en mångfotingart som först beskrevs av Charles Harvey Bollman 1893.  Anadenobolus dugesi ingår i släktet Anadenobolus och familjen Rhinocricidae. Inga underarter finns listade i Catalogue of Life.